# Resolutie 287 Veiligheidsraad Verenigde Naties
Resolutie 287 van de Veiligheidsraad van de Verenigde Naties werd op 10 oktober 1970 unaniem goedgekeurd, en beval Fiji aan voor VN-lidmaatschap.

## Inhoud
De Veiligheidsraad had de aanvraag van de Fiji voor lidmaatschap van de VN bestudeerd, en beval de Algemene Vergadering aan om Fiji tot de VN toe te laten.

## Verwante resoluties
- Resolutie 249 Veiligheidsraad Verenigde Naties (Mauritius)
- Resolutie 260 Veiligheidsraad Verenigde Naties (Equatoriaal-Guinea)
- Resolutie 292 Veiligheidsraad Verenigde Naties (Bhutan)
- Resolutie 296 Veiligheidsraad Verenigde Naties (Bahrein)

Lijst ·  276 ·  277 ·  278 ·  279 ·  280 ·  281 ·  282 ·  283 ·  284 ·  285 ·  286 ·  287 ·  288 ·  289 ·  290 ·  291